# Ačinkinkan
Ačinkinkan (in russo Ачинкинкан), chiamata anche Orlova (Орлова) è un'isola della Russia che si trova nel mare di Bering, vicino alla costa della penisola dei Čukči. Amministrativamente fa parte del Providenskij rajon, nel Circondario autonomo della Čukotka.
Ačinkinkan è una piccola isola all'ingresso della baia Pėnkigngėj (бухта Пэнкигнгэй), ai margini dello stretto di Senjavin, a nord-ovest di Arakamčečen. Il suo nome in lingua ciukcia è Ėč"ynkpikėn (Эчъынкпикэн), che significa "grassa", in contrapposizione alla vicina isoletta di Merkinkan ("magra").
L'isola era stata mappata da Fëdor Petrovič Litke nel 1828 come isola Orlova, dal nome di un partecipante alla spedizione idrografica.
Sull'isola vi sono circa 1300 uccelli marini, tra cui l'uria colomba, il gabbiano tridattilo, il cormorano pelagico (Phalacrocorax pelagicus), la fratercula dal corno e la fratercula dai ciuffi.